# Parafia Świętej Rodziny w Chromtau
Rzymskokatolicka parafia Świętej Rodziny w Chromtau – rzymskokatolicka parafia w Chromtau (obwód aktobski) w Kazachstanie. Wchodząca w skład Administratury Apostolskiej Atyrau.

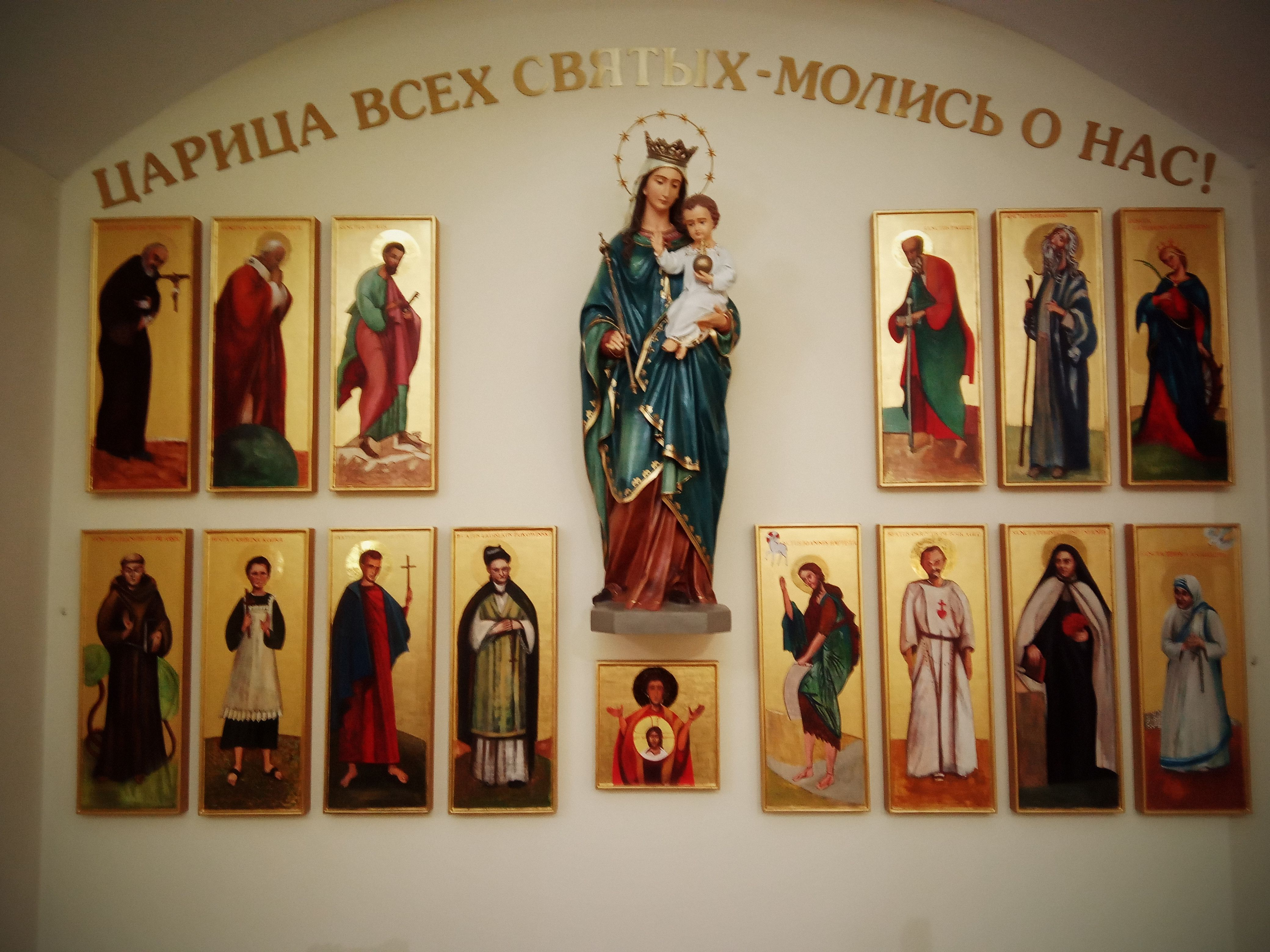
Figura Maryi – Królowej Wszystkich Świętych oraz ikony świętych znajdujące się w kościele

## Historia
Rejon Chromtau był miejscem zsyłek ludności pochodzenia niemieckiego. Trafiali tu też Polacy i Litwini. W latach prześladowań i oficjalnego zakazu praktyk religijnych, gromadzili się w małych grupach na modlitwę, czytali teksty mszalne, śpiewali pieśni. Część katolików, szczególnie tych pochodzenia niemieckiego, od czasu do czasu dojeżdżała do Aktiubińska, gdzie od 1978 istniała oficjalnie zarejestrowana parafia Dobrego Pasterza w Aktiubińsku.
W latach osiemdziesiątych XX wieku, zaczęto w Chromtau czynić pierwsze starania o rejestrację parafii – wspólnoty religijnej. 7 czerwca 1988 w Moskwie wydano zgodę na utworzenie wspólnoty religijnej w Chromtau. Wspólnota miała swoje miejsce modlitwy w małym domku na ulicy Kujbyszewa 6. Dom ten został jednak już 12 listopada 1988 sprzedany, gdyż 14 września 1988 Eugenia Martin podarowała wspólnocie religijnej połowę swojego domu wraz z działką przy ulicy Kariernej 14.

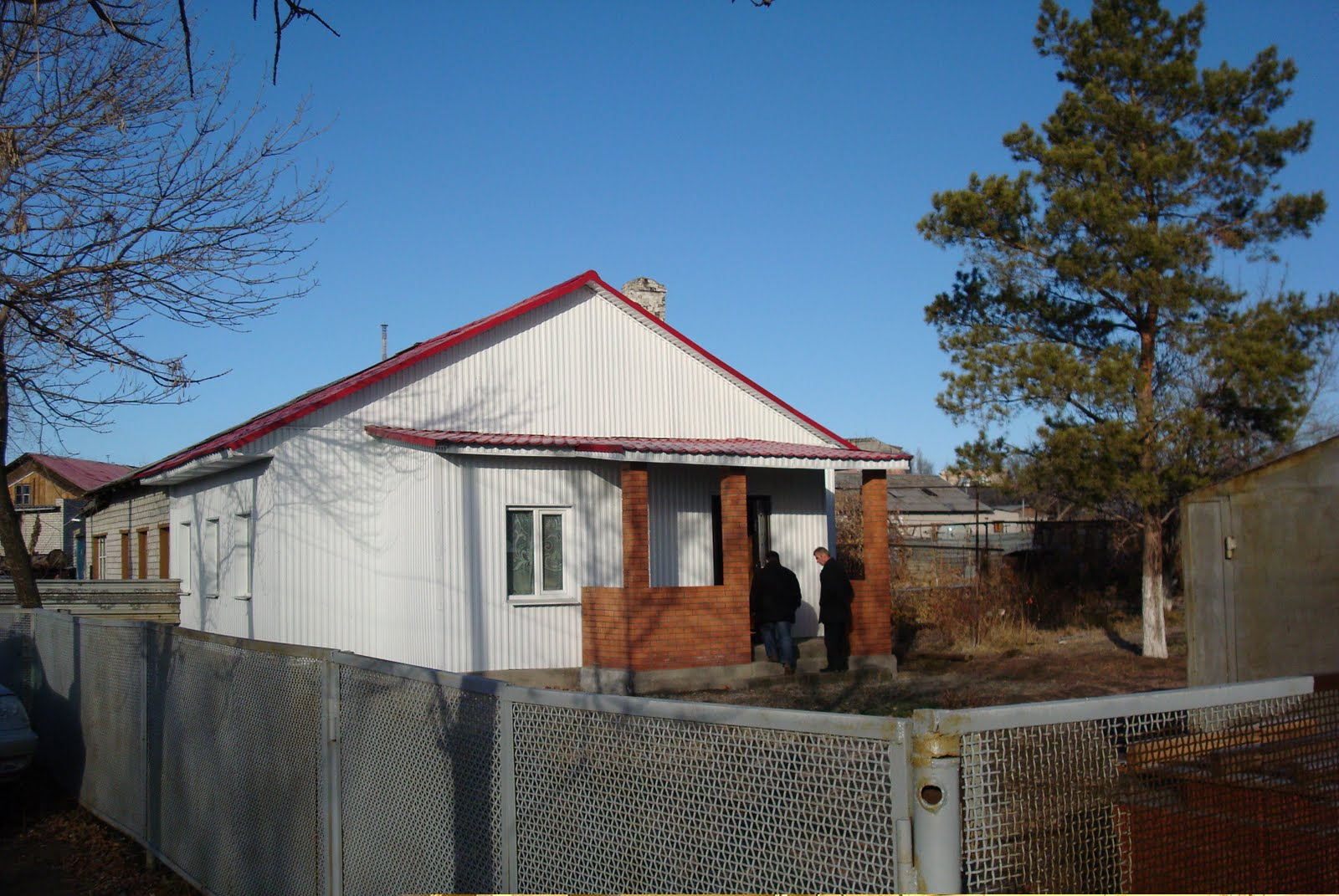
Kaplica w Chromtau przy ulicy Kariernej 14

Wielką rolę w uzyskiwaniu pozwoleń i trosce o wspólnotę odegrali tzw. „odpowiedzialni”. W pierwszym rzędzie należy wymienić Marię Schmidt, która jeździła do Moskwy, jak również do władz wojewódzkich starając się o pozwolenie na rejestrację wspólnoty religijnej. Kolejnymi odpowiedzialnymi byli Michał Gejzer, Anna Nikieszyna i Jakub Wilhelm. Były to czasy, gdy nie było kapłana.
Od 1994 rozpoczął się nowy okres w życiu parafii, gdy z parafii Dobrego Pasterza w Aktiubińsku na stałe przybyli kapłani: ks. Tadeusz Smereczyński i ks. Guido Becker. Szczególnie ten drugi otoczył opieką duszpasterską wspólnoty religijne Chromtau, Batamszyńska oraz Kuduksaj. Od tego czasu można również mówić o parafii jako takiej, a raczej filii parafii aktiubińskiej.
W kolejnych latach nastąpiły masowe wyjazdy Niemców do swojej ojczyzny. Również z terenu Chromtau większość ich wyjechała. Z Batamszyńska, który był kiedyś nazywany „drugim Berlinem” wyjechali prawie wszyscy. W 1998 wyjechał z Aktiubińska również ks. Guido Becker. Nad tymi, którzy pozostali opiekę kapłańską sprawował ks. Tadeusz Smereczyński mieszkający w parafii aktiubińskiej.
W grudniu 2003 do pomocy duszpasterskiej w Aktiubińsku przyjechał ks. Jan Trela. Dzięki jego staraniom administrator apostolski w Atyrau – ks. Janusz Kaleta, dekretem z dnia 4 lutego 2004 erygował w Chromtau samodzielną parafię pod wezwaniem Świętej Rodziny. Parafia otrzymała rejestrację państwową 3 marca 2004. W tymże roku zostało zakupione mieszkanie dla kapłana przy ulicy Eset-Batyra. Tam też zamieszkał ks. Jan Trela.
Jego następcą jako proboszcz został 15 sierpnia 2005 ks. Janusz Potok. Jego wieloletnia praca zaowocowała nie tylko remontem kaplicy, ale też poważnym rozwojem wspólnoty parafialnej. Pracował on w parafii do końca maja 2009, a przez krótki czas, od czerwca 2008 roku pomagał mu wikariusz ks. Piotr Kluza, który udał się w sierpniu tego samego roku do parafii w Atyrau.
1 czerwca 2009 funkcję proboszcza parafii Chromtau przejął ks. Piotr Jabłoniec, który piastował ten urząd przez niecałe dwa lata.
Obecnie, od 8 maja 2011 posługuje tu jako proboszcz ks. Piotr Kluza. Zaraz po objęciu funkcji proboszcza zaczął on starania o budowę kościoła. Pierwsza łopata została wbita dopiero po trzech latach, dnia 19 lipca 2014. Kamień węgielny został wmurowany w świątynię dnia 18 września 2016. Obok kościoła powstał dom dla duszpasterstwa. Od 8 października 2015 do połowy września 2017 pomagał mu wikariusz ks. Kamil Bachara.

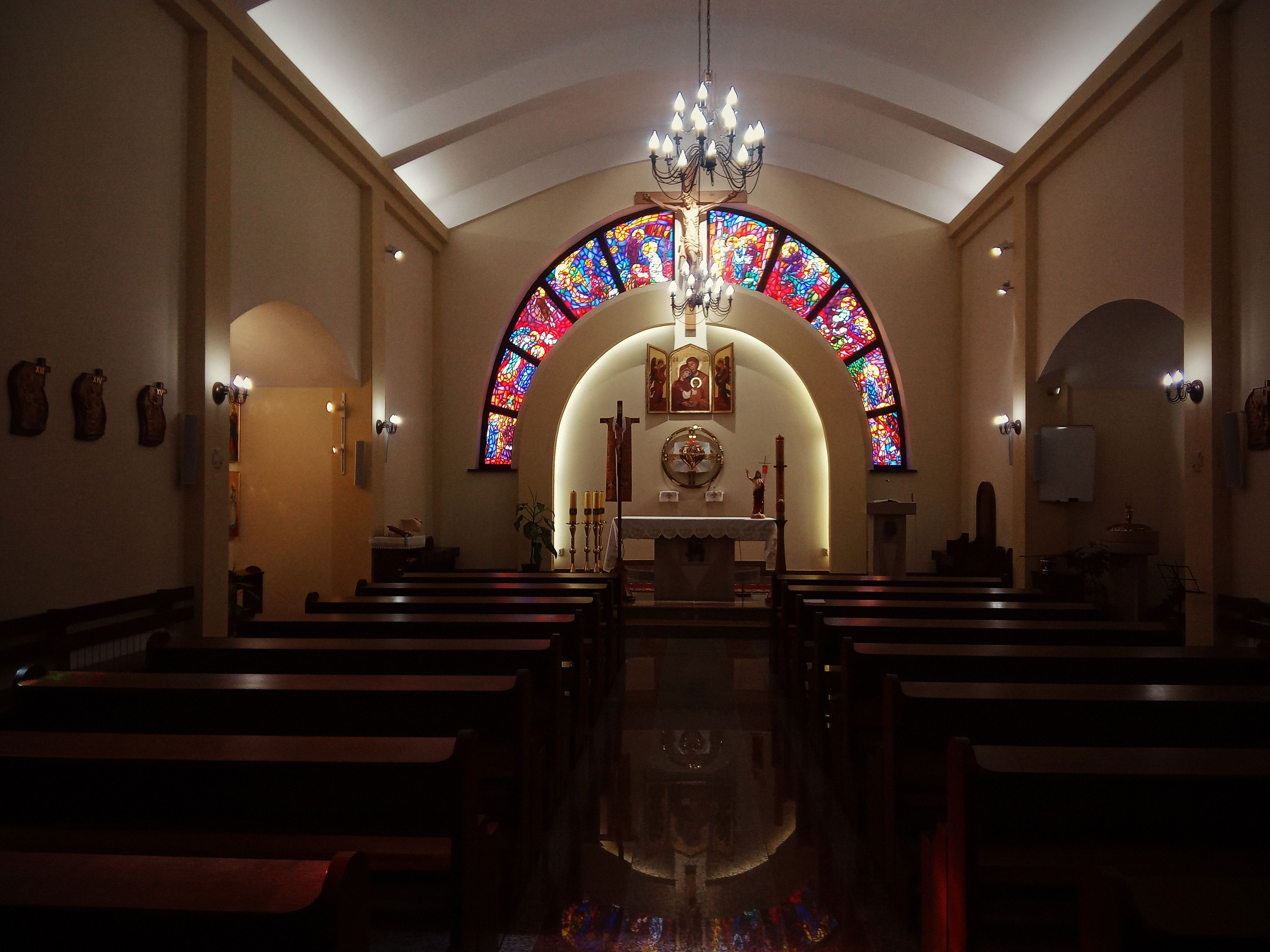
Nawa główna

Sama świątynia znajduje się około 200 metrów od meczetu i 600 metrów od prawosławnej cerkwi.
25 czerwca 2017 miała miejsce uroczystość konsekracji kościoła. Mszy przewodniczył biskup tarnowski Andrzej Jeż, którą koncelebrowali: biskup Karagandy Adelio Dell’Oro, biskup pomocniczy w Astanie Atanazy Schneider, kapłani pracujący w Kazachstanie i duchowni przybyli z diecezji tarnowskiej.
20 września 2018 rozpoczął w tej wspólnocie swoją posługę obecny wikariusz ks. Piotr Dydo-Rożniecki, który po roku pracy, na mocy dekretu z dnia 1 października 2019, udał się do parafii w Atyrau. Na jego miejsce przybył pochodzący z Ukrainy ks. Serhiy Riznyk, który posługiwał tu do 21 lutego 2021, a następnie udał się do Parafii Dobrego Pasterza w Aktobe. Dnia 14 lutego 2021 do pracy w parafii przybył diakon stały Jerzy Demski, wraz z małżonką Stanisławą.
Od 20 września 2018 do 5 września 2023 w Chromtau posługiwały siostry ze Wspólnoty Sióstr Uczennic Krzyża.

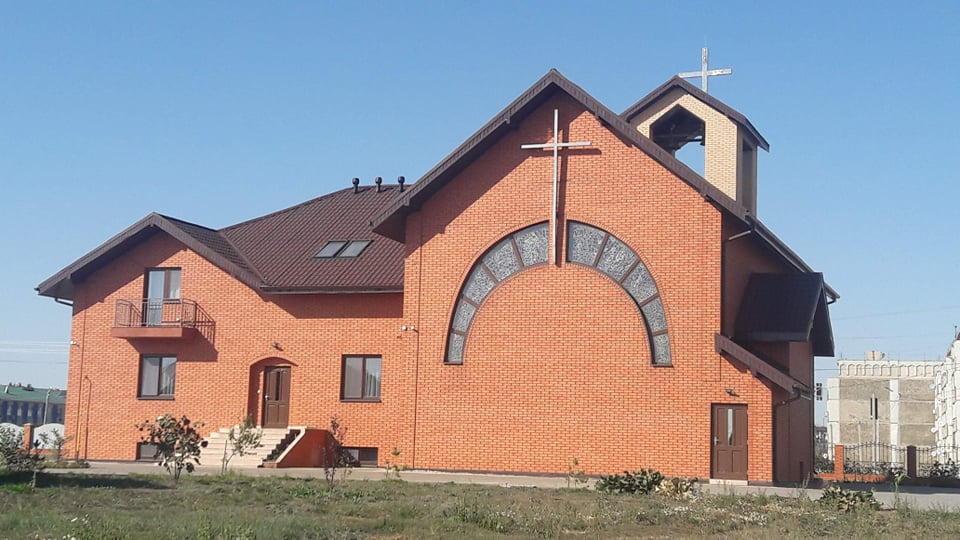
Kościół parafialny i zaplecze duszpasterskie (widok z tyłu)

## Duchowieństwo
- Ks. Piotr Kluza – proboszcz od 8 maja 2011 (budowniczy kościoła)
- Dk. Jerzy Demski – posługuje od 14 lutego 2021